# Циликодискус габунский
Циликодискус габунский (лат. Cylicodiscus gabunensis) — многолетнее растение, вид рода Cylicodiscus Harms семейства Бобовые (Fabaceae); крупное дерево.
Твёрдость по Бринеллю — около 5,3 кПа/мм.
Плотность древесины — 960 кг/м³.

## Распространение и среда обитания
Район произрастания — леса от Сьерра-Леоне до Либерии, Камеруна и Габона. Широко распространён окан в Нигерии и Гане.

## Ботаническое описание
Дерево может достигать высоты 55 м и более, диаметра 2,5—3 м.
Обычный диаметр товарных бревен около 1 м или несколько больше.

## Практическое использование
Несмотря на большую твёрдость, древесина обрабатывается хорошо, но несколько затупляет инструменты и дает сильный задир на радиальных поверхностях. При строгании угол резания не должен превышать 10°. Древесина хорошо протравливается красителями и полируется, но слишком тверда для забивки гвоздей без предварительного сверления. Красивая необычная структура, популярный цвет «красное дерево» дают возможность использовать массивную доску Окан в создании неповторимых, ярких интерьеров. А хорошая цветовая сочетаемость с другими материалами в интерьерах раздвигают границы возможностей для творчества при работе с данной древесиной.
Окан — необычайно прочная, устойчивая и долговечная массивная доска, которая при своей красоте и насыщенности цветом дает возможность украшать собой полы, и создавать интереснейшие интерьеры.
Обработка древесины Окан требует определенных усилий. Во избежание дефектов при распиловке древесины рекомендуется делать радиальный распил. Хорошо выдерживает сборку гвоздями и саморезами, но нужно предварительное высверливание отверстий, иначе возможно растрескивание древесины. Приклеивание к основанию должно выполняться полиуретановым клеем, так как древесина содержит в своем составе природные кислоты.
В производстве Окан часто применяется для изготовления паркетных покрытий, такого типа как: паркет штучный, паркетная доска, массивная доска. В промышленной сфере часто используется для изготовления шпал, столбов, мостов, массивных плотничьих конструкций, наружных облицовочных панелей.